# Adolfo Alonso Manrique
Adolfo Alonso Manrique (Astorga, 1891 - Astorga, 1978) fue alcalde de Astorga entre 1919 y 1920 y ejerció como presidente de la Diputación de León. Fue militante de Izquierda Republicana Asociación Manuel Azaña. Cursó estudios de bachillerato en el Instituto Cardenal Cisneros de Madrid y, posteriormente, se licenció en Derecho en la misma ciudad.

## Reconocimientos
- Calle Adolfo Alonso Manrique, Sueros de Cepeda, municipio de Villamejil, provincia de León, 24713